# سانتياغو سان رومان
سانتياغو سان رومان (بالإسبانية: Santiago San Román)‏ (21 سبتمبر 1991 في المكسيك - ) هو لاعب كرة قدم مكسيكي في مركز الوسط.

## وصلات خارجية
- سانتياغو سان رومان على موقع قاعدة بيانات كرة القدم.إي يو (الإنجليزية)
- سانتياغو سان رومان على موقع AS.com (الإسبانية)